# وليد زعيتر
وليد زعيتر (بالإنجليزية: Waleed Zuaiter)‏,(ولد في 1971 في كاليفورنيا)، وهو ممثل أمريكي من أصل فلسطيني، شارك في فيلم عمر بدور الضابط رامي.

## روابط خارجية
- وليد زعيتر على موقع IMDb (الإنجليزية)
- وليد زعيتر على موقع ألو سيني (الفرنسية)
- وليد زعيتر على موقع قاعدة بيانات الأفلام السويدية (السويدية)
- وليد زعيتر على موقع قاعدة بيانات الفيلم (الإنجليزية)
- وليد زعيتر على موقع كينوبويسك (الروسية)